# Andorrees curlingteam (mannen)
Het Andorrees curlingteam vertegenwoordigt Andorra in internationale curlingwedstrijden.

## Geschiedenis
Andorra nam voor het eerst deel aan een groot toernooi tijdens het Europees kampioenschap van 2002 in het Zwitserse Grindelwald. De eerste interland ooit werd met grote cijfers verloren van Italië: 24-1. Het is nog steeds de grootste nederlaag in de geschiedenis van het Andorrese curlingteam, samen met de 25-2-nederlaag de volgende dag, tegen het Nederlandse curlingteam. In totaal verloor het team van skip Josep Duró negen van z'n tien wedstrijden op het Europees kampioenschap van dat jaar. Enkel de laatste wedstrijd van het toernooi werd wel winnend afgesloten, tegen Wit-Rusland.
Ook de volgende twee jaar werd het Andorrese curlingteam geleid door Josep Duró. Het leverde geen betere resultaten op. Zowel in 2003 in het Italiaanse Courmayeur als in 2004 in de Bulgaarse hoofdstad Sofia verloor Andorra alle wedstrijden waarin het aantrad. Na deze slechte reeks werd Duró in 2005 aan de kant geschoven voor Enric Morral. Dit leidde echter niet tot een grote progressie. In totaal kon het Andorrese curlingteam slechts één wedstrijd winnen. In 2006 vaardigde Andorra zelfs geen team af naar het EK in het Zwitserse Bazel.
Een jaar later maakte Andorra z'n rentree in Füssen, Duitsland. In totaal kon Andorra twee van diens zes wedstrijden winnend afsluiten. Desalniettemin eindigde Andorra pas op de 29ste plek. Na deze deelname trok Andorra zich terug uit het internationale curlingtoneel. Pas acht jaar later keerde het ministaatje terug op het EK. Sedertdien speelt het land in de C-divisie. In 2017 was Andorra gastheer van de C-divisie. In 2025 wist het team onder leiding van skip Josep García de grootste overwinning uit de geschiedenis van het land te behalen. In de C-divisie van het EK van dat jaar werd Georgië met 13-0 verslagen.

## Andorra op het Europees kampioenschap
| Jaar | Plaats        | Skip          | WG            | W             | V             | PV            | PT            |
| ---- | ------------- | ------------- | ------------- | ------------- | ------------- | ------------- | ------------- |
| 1975 | Geen deelname | Geen deelname | Geen deelname | Geen deelname | Geen deelname | Geen deelname | Geen deelname |
| 1976 | Geen deelname | Geen deelname | Geen deelname | Geen deelname | Geen deelname | Geen deelname | Geen deelname |
| 1977 | Geen deelname | Geen deelname | Geen deelname | Geen deelname | Geen deelname | Geen deelname | Geen deelname |
| 1978 | Geen deelname | Geen deelname | Geen deelname | Geen deelname | Geen deelname | Geen deelname | Geen deelname |
| 1979 | Geen deelname | Geen deelname | Geen deelname | Geen deelname | Geen deelname | Geen deelname | Geen deelname |
| 1980 | Geen deelname | Geen deelname | Geen deelname | Geen deelname | Geen deelname | Geen deelname | Geen deelname |
| 1981 | Geen deelname | Geen deelname | Geen deelname | Geen deelname | Geen deelname | Geen deelname | Geen deelname |
| 1982 | Geen deelname | Geen deelname | Geen deelname | Geen deelname | Geen deelname | Geen deelname | Geen deelname |
| 1983 | Geen deelname | Geen deelname | Geen deelname | Geen deelname | Geen deelname | Geen deelname | Geen deelname |
| 1984 | Geen deelname | Geen deelname | Geen deelname | Geen deelname | Geen deelname | Geen deelname | Geen deelname |
| 1985 | Geen deelname | Geen deelname | Geen deelname | Geen deelname | Geen deelname | Geen deelname | Geen deelname |
| 1986 | Geen deelname | Geen deelname | Geen deelname | Geen deelname | Geen deelname | Geen deelname | Geen deelname |
| 1987 | Geen deelname | Geen deelname | Geen deelname | Geen deelname | Geen deelname | Geen deelname | Geen deelname |
| 1988 | Geen deelname | Geen deelname | Geen deelname | Geen deelname | Geen deelname | Geen deelname | Geen deelname |
| 1989 | Geen deelname | Geen deelname | Geen deelname | Geen deelname | Geen deelname | Geen deelname | Geen deelname |
| 1990 | Geen deelname | Geen deelname | Geen deelname | Geen deelname | Geen deelname | Geen deelname | Geen deelname |
| 1991 | Geen deelname | Geen deelname | Geen deelname | Geen deelname | Geen deelname | Geen deelname | Geen deelname |
| 1992 | Geen deelname | Geen deelname | Geen deelname | Geen deelname | Geen deelname | Geen deelname | Geen deelname |
| 1993 | Geen deelname | Geen deelname | Geen deelname | Geen deelname | Geen deelname | Geen deelname | Geen deelname |
| 1994 | Geen deelname | Geen deelname | Geen deelname | Geen deelname | Geen deelname | Geen deelname | Geen deelname |
| 1995 | Geen deelname | Geen deelname | Geen deelname | Geen deelname | Geen deelname | Geen deelname | Geen deelname |
| 1996 | Geen deelname | Geen deelname | Geen deelname | Geen deelname | Geen deelname | Geen deelname | Geen deelname |
| 1997 | Geen deelname | Geen deelname | Geen deelname | Geen deelname | Geen deelname | Geen deelname | Geen deelname |
| 1998 | Geen deelname | Geen deelname | Geen deelname | Geen deelname | Geen deelname | Geen deelname | Geen deelname |
| 1999 | Geen deelname | Geen deelname | Geen deelname | Geen deelname | Geen deelname | Geen deelname | Geen deelname |

| Jaar | Plaats        | Skip                  | WG            | W             | V             | PV            | PT            |
| ---- | ------------- | --------------------- | ------------- | ------------- | ------------- | ------------- | ------------- |
| 2000 | Geen deelname | Geen deelname         | Geen deelname | Geen deelname | Geen deelname | Geen deelname | Geen deelname |
| 2001 | Geen deelname | Geen deelname         | Geen deelname | Geen deelname | Geen deelname | Geen deelname | Geen deelname |
| 2002 | 20            | Josep Duró            | 10            | 1             | 9             | 42            | 143           |
| 2003 | 21            | Josep Duró            | 5             | 0             | 5             | 10            | 63            |
| 2004 | 26            | Josep Duró            | 8             | 0             | 8             | 29            | 95            |
| 2005 | 25            | Enric Morral          | 8             | 1             | 7             | 28            | 91            |
| 2006 | Geen deelname | Geen deelname         | Geen deelname | Geen deelname | Geen deelname | Geen deelname | Geen deelname |
| 2007 | 29            | Andrew Ferguson-Smith | 6             | 2             | 4             | 34            | 43            |
| 2008 | Geen deelname | Geen deelname         | Geen deelname | Geen deelname | Geen deelname | Geen deelname | Geen deelname |
| 2009 | Geen deelname | Geen deelname         | Geen deelname | Geen deelname | Geen deelname | Geen deelname | Geen deelname |
| 2010 | Geen deelname | Geen deelname         | Geen deelname | Geen deelname | Geen deelname | Geen deelname | Geen deelname |
| 2011 | Geen deelname | Geen deelname         | Geen deelname | Geen deelname | Geen deelname | Geen deelname | Geen deelname |
| 2012 | Geen deelname | Geen deelname         | Geen deelname | Geen deelname | Geen deelname | Geen deelname | Geen deelname |
| 2013 | Geen deelname | Geen deelname         | Geen deelname | Geen deelname | Geen deelname | Geen deelname | Geen deelname |
| 2014 | Geen deelname | Geen deelname         | Geen deelname | Geen deelname | Geen deelname | Geen deelname | Geen deelname |
| 2015 | 35            | Josep García          | 10            | 0             | 10            | 24            | 98            |
| 2016 | 34            | Josep García          | 10            | 2             | 8             | 61            | 112           |
| 2017 | 33            | Josep García          | 8             | 1             | 7             | 25            | 70            |
| 2018 | 32            | Josep García          | 7             | 0             | 7             | 31            | 77            |
| 2019 | Geen deelname | Geen deelname         | Geen deelname | Geen deelname | Geen deelname | Geen deelname | Geen deelname |
| 2021 | 32            | Josep García          | 9             | 2             | 7             | 43            | 61            |
| 2022 | 30            | Josep García          | 8             | 1             | 7             | 31            | 58            |
| 2023 | 28            | Josep García          | 7             | 3             | 4             | 48            | 48            |
| 2024 | 30            | Josep García          | 7             | 2             | 5             | 26            | 50            |
| 2025 | 29            | Josep García          | 8             | 4             | 4             | 52            | 43            |

Andorra · Australië · België · Bosnië en Herzegovina · Brazilië · Bulgarije · Canada · China · Chinees Taipei · Denemarken · Duitsland · Engeland · Estland · Filipijnen · Finland · Frankrijk · Georgië · Griekenland · Groot-Brittannië · Guyana · Hongarije · Hongkong · Ierland · IJsland · India · Israël · Italië · Jamaica · Japan · Kazachstan · Kenia · Kirgizië · Kroatië · Letland · Liechtenstein · Litouwen · Luxemburg · Mexico · Nederland · Nieuw-Zeeland · Nigeria · Noorwegen · Oekraïne · Oostenrijk · Polen · Portugal · Puerto Rico · Qatar · Roemenië · Rusland · Saoedi-Arabië · Schotland · Servië · Slovenië · Slowakije · Spanje · Thailand · Tsjechië · Tsjecho-Slowakije · Turkije · Verenigde Staten · Wales · Wit-Rusland · Zuid-Korea · Zweden · Zwitserland